# Congrégation de Marie Reine Immaculée
 (février 2025).
La Congrégation de Marie Reine Immaculée (en Latin : Congregatio Mariae Reginae Immaculatae ; abrégé CMRI) est une congrégation religieuse catholique traditionaliste de position sédévacantiste. 
Elle n'est pas liée au Saint-Siège ni à aucun diocèse territorial. 
La CMRI se consacre à la promotion du message de Notre-Dame de Fátima, à la dévotion et à la pratique de la consécration totale à la Vierge Marie telle qu'enseignée par saint Louis-Marie de Montfort[Qui ?]. La congrégation, réunissant des prêtres ainsi que des religieux et religieuses, a pour objectif le maintien de la vie religieuse telle qu’elle était pratiquée avant le concile Vatican II. 
La congrégation recense plus de 100 églises et chapelles aux États-Unis et à l'étranger, ainsi qu'au moins 13 écoles dirigées par des religieux.

## Histoire

### Prémices
L’histoire de la CMRI s’enracine dans celle de la « Blue Army » (armée bleue), fondée en 1947 par Harold Cogan, prêtre dans le New Jersey. Il est rejoint par la suite par John Haffert, particulièrement dévot aux miracles de Fatima. Leur but sera de faire diffuser le message de Fatima ainsi que de Faire connaitre le culte qui lui est associé aux États-Unis. Leurs principaux objectifs sont la conversion par l’intercession de la Vierge Marie, la récitation quotidienne du chapelet pour la conversion des communistes et des pays communistes, ainsi que le port du scapulaire comme un symbole de la dévotion au cœur immaculé de Marie. Leur mission est un succès. Elle atteint cinq millions de personnes consacrées aux États-Unis et presque 10 millions à l’international.
Francis Schuckardt (en), à l’origine de la création future de la CMRI, devient directeur de la division pacifique de l’Armée Bleue. Il prend parti à la suite des changements dans la pratique religieuse induits par le Concile Vatican II et par la crise qui s'est ensuivie. Schuckardt est par la suite démis de ses fonctions en 1968. Il part pour Cœur d’Alene dans le nord de l’Idaho avec Denis Chicoine et quelques autres membres afin de fonder la CMRI.

### Création et développement
La Congrégation de Marie Reine Immaculée est fondée en 1967 à Cœur d'Alene dans l’Idaho, en tant qu'association de frères et sœurs laïcs consacrés à la diffusion du message de Notre-Dame de Fatima. Alors dans un contexte de crise de l’Église, les membres de la congrégation se tournent vers la défense de la tradition face à l’aggiornamento du concile. Ils étendent ainsi leur apostolat à la promotion et à la défense de la foi catholique traditionnelle, par la création de missions et d’écoles. Les prêtres ne possèdent pas dans un premier temps de centre de messes fixe mais sont envoyés au service de différentes chapelles à travers le pays. De nouvelles chapelles s’ouvrent par la suite dont certaines ont un prêtre en résidence fixe.
La congrégation est ainsi dirigée par Schuckardt, de sa fondation jusqu’en 1984 où l’évêque est accusé par quatre anciens séminaristes d’abus sexuels. Ils sont relatés dans un article de la « Spokesman Review » du 26 août 1984. Chicoine dépose plainte devant la Cour supérieure demandant que Schuckardt et dix de ses associés soient interdits de retourner sur les propriétés de l'église. La CMRI prend ainsi ses distances envers Schuckardt mais ne dispose plus d’évêque, empêchant par conséquent l’ordination de nouveaux prêtres pour la congrégation.
Denis Chicoine devient alors le nouveau supérieur général de la communauté jusqu’en 1989. L’expulsion de Schuckardt privant la communauté d’évêque, George Musey, évêque sédévacantiste de la lignée sacerdotale de Ngo Dinh Thục prend sa suite. Il réadministre alors sous condition les sacrements donnés par Schuckardt, considérés comme douteux, et ordonne prêtres Denis Chicoine ainsi que deux autres membres. Il prend ses distances avec la communauté dès 1986. Robert McKenna prend sa suite durant cinq années. Sa conception théologique, le sédéprivationnisme hérité de Michel-Louis Guérard des Lauriers qui l’a sacré évêque, diffère du sédévacantisme stricte caractérisant la congrégation. Durant cette période a lieu le premier chapitre général, en juillet 1986, au Mount St. Michael à Spokane dans l’état de Washington, à l’occasion duquel la Règle et les constitutions de la congrégation sont établies.
À la suite d’une élection, Mark Pivarunas (en), alors supérieur général de la communauté depuis aout 1989, fut désigné par la communauté pour être le prochain évêque. Il est ainsi sacré par Moisés Carmona (en), évêque sédévacantiste de la lignée de Thục, le 24 septembre 1991. Il renonce de ce fait à sa fonction de supérieur général de la CMRI, conformément aux règles de la congrégation. Il reste l’évêque attaché à la congrégation jusqu’à aujourd’hui.

## Séminaire et couvents
Le séminaire Mater Dei est destiné à la formation des étudiants séminaristes en vue de leur ordination sacerdotale. Il est fondé en 1984 au mont Saint-Michel à Spokane dans l’État de Washington avant d’être relocalisé à Omaha dans le Nebraska en 1989. Le séminaire est situé sur dix acres de terrain (environ quatre hectares), et peut accueillir jusqu’à vingt séminaristes.
La CMRI possède également aujourd’hui huit couvents aux États-Unis.

## Succession apostolique
Francis Schuckardt est le premier évêque de la CMRI. Il est ordonné évêque par Daniel Quilter Brown, un homme marié de l’Idaho qui a été consacré évêque deux ans auparavant par Hubert Rogers, primat métropolitain de la « North American Old Roman Catholic Church » (NAORCC). Rogers revendique une succession apostolique provenant de l’union d’Utrecht de l’Église vieille-catholique. Après l’exclusion de Schuckardt, deux évêques issus de la lignée sacerdotale de Pierre Martin Ngô Đình Thục se succèdent, George Musey, évêque sédévacantiste qui réadministre les sacrements conférés par Schuckardt, et Robert McKenna évêque sédéprivationiste sacré par Guérard des Lauriers. Le dernier évêque est Mark Pivarunas qui est le premier à être sacré pour la congrégation. Il est sacré à Mexico par Moisés Carmona également issu de la lignée de Thuc.

## Noms
Plusieurs noms sont utilisés par la congrégation au fil de l’histoire :
- Fatima Crusade
- Tridentine Latin Rite Church
- Oblates of Mary Immaculate
- Fatima Crusaders
- Congregation     of Mary Immaculate Queen